# Canon EOS 1000D
Canon EOS 1000D – cyfrowa lustrzanka jednoobiektywowa, produkowana przez japońską firmę Canon. Aparat został zaprezentowany po raz pierwszy 10 czerwca 2008 roku zapełniając niszę w segmencie amatorskich aparatów niskobudżetowych; w sprzedaży pojawił się w połowie sierpnia tego samego roku. Należy do systemu Canon EOS. Pasują do niego wszystkie obiektywy z tego systemu, zarówno EF jak i EF-S.